# Camí de Faidella

El Camí de Faidella, respecte del terme d'Abella de la Conca

El Camí de Faidella és un camí del terme municipal d'Abella de la Conca, a la comarca del Pallars Jussà, en territori de la caseria de Faidella.
Arrenca de la carretera L-511 al costat oriental del Coll de Faidella. En surt cap a l'est-nord-est i, després de fer un parell de revolts i passar sota la Sadella de Ca l'Arte, on hi havia hagut el Castell de Faidella i la masia de Ca l'Arte, arriba a Faidella en uns 850 metres de recorregut del tot pla.

## Etimologia
Es tracta d'un topònim romànic modern, de caràcter descriptiu: pren el nom de l'antiga caseria on mena, Faidella.